# کاروانسرای امین‌زاده
کاروانسرای امین زاده مربوط به دوره قاجار است و در شوشتر، انتهای خیابان طالقانی، نرسیده به چهار راه امام خمینی، ابتدای خیابان افضل (سپه سابق) واقع شده و این اثر در تاریخ ۶ اسفند ۱۳۸۵ با شمارهٔ ثبت ۱۷۳۹۲ به‌عنوان یکی از آثار ملی ایران به ثبت رسیده است.